# Knutte Wester
Knutte Wester, född 1977 i Eskilstuna, är en svensk konstnär och filmare.

## Biografi
Knutte Wester är utbildad på Konsthögskolan vid Umeå universitet åren 1998–2003 och Wits University i Johannesburg (2000).
Westers genombrott kom med verket Guldgatan 8 där han under ett års tid hade en öppen ateljé på en nyöppnad flyktingförläggning i den lilla bruksorten Boliden. År 2007 gjorde han på barnhemmet Ziemeli i Riga verket Monument without a home, som sedan dess visats på flera utställningar.
För allmänheten blev Westers konstnärskap känt i och med hans film Gzim Rewind (2012) som visades på Sveriges Television och har nominerats till flera priser på olika filmfestivaler. Några av Westers projekt som börjat som socialt eller ideellt arbete har senare mynnat ut i offentliga verk, till exempel verket Child Carrying Wings i Carolinaparken i Uppsala.
I november 2016 hade Knutte Westers film Horungen (A Bastard Child) premiär på dokumentärfilmsfestivalen IDFA i Amsterdam.

## Utmärkelser
- 2020 – Sara Lidman-priset[7]